# 生きてこい沈黙
『生きてこい沈黙』（いきてこいちんもく）は、ヒカシューの14枚目のアルバム。2015年4月25日にMAKIGAMI RECORDSより発売。
テーマは「沈黙」。前作の『万感』ができた時にはもうすでにできており、全体の構成はもう既にできていた。ジャケットは、逆柱いみりによるメンバーの絵。紙ジャケット。

## 収録曲
全作詩:巻上公一
1. 生きてこい沈黙(Silence Be Alive)
  - 作曲:巻上公一
2. ナルホド(Naruhodo(I Got It))
  - 作曲:巻上公一
3. 自由でいいんだよ(It's All Right to Be Free)
  - 作曲:巻上公一
4. イロハ模様(Iroha Tapesty)
  - 作曲:三田超人
5. マグマの隣(Next to the Magma)
  - 作曲:坂出雅海
6. メロンを鳴らせ！ベルーガ(Ring that Melon,Beluga!)
  - 作曲:ヒカシュー
7. テングリ返る(Return to Tengri)
  - 作曲:坂出雅海、三田超人
8. はてしない憶測(A Never-Ending Speculation)
  - 作曲:巻上公一
9. こんな人(Such a Man)
  - 作曲:佐藤正治
10. 静かなシャボテン(Quiet Cactus)
  - 作曲:三田超人
11. アルタイ迷走(Tangled Drive in Altai)
  - 作曲:ヒカシュー
12. 起きてこい伝説(Legend Be Awake)
  - 作曲:巻上公一

## 参加ミュージシャン
- 巻上公一 - ボーカル、テルミン、コルネット、尺八(#11)、口琴(#7)、篳篥(#4)、プログラミング(#2)
- 三田超人 - ギター
- 坂出雅海 - エレクトリックベース
- 清水一登 - ピアノ、シンセサイザー、バスクラリネット
- 佐藤正治 - ドラムス